# Svazek obcí Svitava
Svazek obcí Svitava je svazek obcí v okresu Blansko, jeho sídlem je Skalice nad Svitavou a jeho cílem je regionální rozvoj obecně. Sdružuje celkem 9 obcí a byl založen v roce 2001.

## Obce sdružené v mikroregionu
- Doubravice nad Svitavou
- Chrudichromy
- Jabloňany
- Kuničky
- Lhota Rapotina
- Obora
- Skalice nad Svitavou
- Újezd u Boskovic
- Svitávka